# Louis Liagre
Louis Liagre (* 5. September 1883 in Tourcoing; † 10. August 1955 in La Rochelle) war ein französischer römisch-katholischer Geistlicher und Bischof von La Rochelle.

## Leben und Wirken
Louis Liagre empfing am 5. Juni 1909 die Priesterweihe. Am 7. März 1938 wurde er zum Bischof von La Rochelle ernannt. Die Bischofsweihe spendete ihm am 4. Mai 1938 der Bischof von Lille, Achille Kardinal Liénart; Mitkonsekratoren waren der Erzbischof von Bordeaux, Maurice Feltin, und der Bischof von Arras, Henri-Édouard Dutoit.
Liagre war ein überzeugtes Mitglied der Action Catholique. In seiner Heimatdiözese Lille war er Mitbegründer der Christlichen Arbeiterjugend JOCF (Jeunesse ouvrière chrétienne de France) in Nordfrankreich. 1934 war er deren nationaler Schatzmeister (französisch aumônier national). Im Bischofsamt war er weiterhin darauf bedacht, die Katholische Aktion zu verbreiten. Ferner gilt er als ein Vordenker unter den Bischöfen für die Reformen des Zweiten Vatikanischen Konzils. Ab 1951 war er jedoch durch fortschreitende Krankheit in seinem Wirken erheblich eingeschränkt.